# Volume (música)

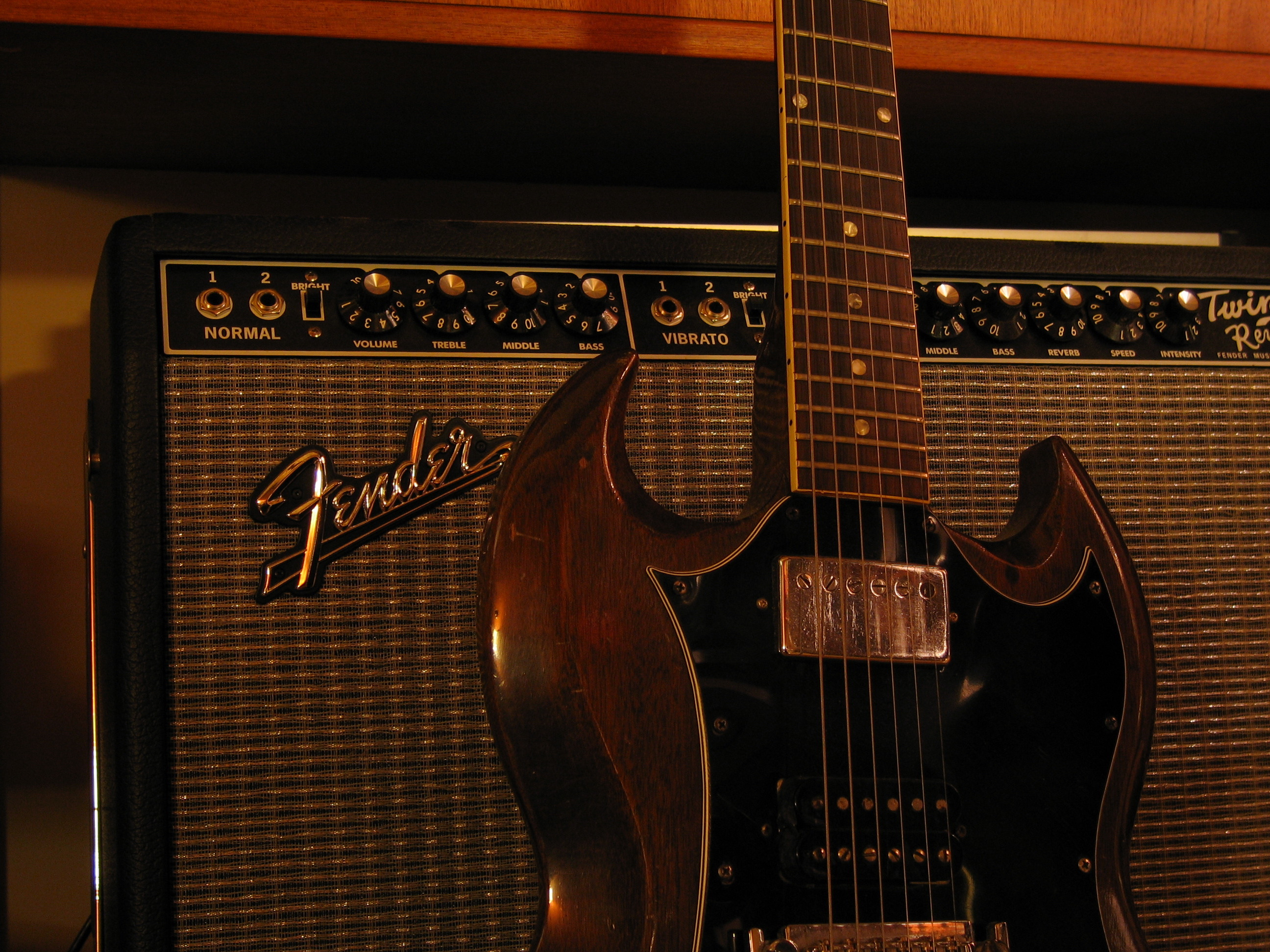
Amplificadores são aparelhos que têm a capacidade de aumentar o volume de instrumentos elétricos ou dos sons captador por um microfone.

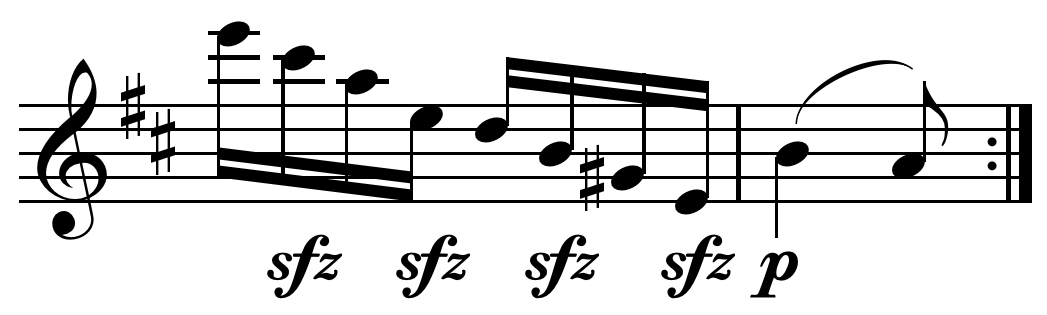
'Sforzando' e marcações de dinâmica na partitura de um trecho extraído do Quarteto de cordas em Lá maior, Op. 18, No. 5, terceiro movimento, variação I, m. 7–8, de Ludwig van Beethoven.

O volume é uma das propriedades do som e se refere à intensidade com que uma nota é executada, isto é, a variação entre os sons fortes e fracos.
A variação de volume pode se referir desde a quantidade de decibéis com que uma música será ouvida, até a dinâmica de uma fraseado tocado por um instrumento, o qual enfatiza algumas notas mais do que outras.
A intensidade de som (ou intensidade acústica) pode ser definida como a potência sonora por unidade de área. Em unidades do SI, a intensidade do som é medida por watt por metro quadrado (W / m 2 ).